# Клонски
Клонски (англ. Clonskeagh; ирл. Cluain Sceach, «луг боярышника») — городской район Дублина в Ирландии, находится в административном графстве Дублин (провинция Ленстер).